# Бельськ-Дужий
Бельськ-Дужий (пол. Belsk Duży) — село в Польщі, у гміні Бельськ-Дужий Груєцького повіту Мазовецького воєводства.
Населення — 803 особи (2011).
У 1975-1998 роках село належало до Радомського воєводства.

## Демографія
Демографічна структура станом на 31 березня 2011 року:
|          | Загалом | Допрацездатний вік | Працездатний вік | Постпрацездатний вік |
| -------- | ------- | ------------------ | ---------------- | -------------------- |
| Чоловіки | 401     | 70                 | 295              | 36                   |
| Жінки    | 402     | 68                 | 240              | 94                   |
| Разом    | 803     | 138                | 535              | 130                  |